# Fabio Aguzzi
Fabio Aguzzi (Milano, 14 marzo 1953 – Vidigulfo, 31 dicembre 2016) è stato un pittore italiano, allievo all'Accademia di Brera dove ha studiato pittura con  Vincenzo Ferrari e scultura con Alik Cavaliere.

## Biografia
Già da bambino dimostra attitudine artistica con la sua prima mostra a 12 anni. Una sorta di enfant prodige del disegno e della pittura, stimolato anche dalla presenza del padre, bancario e artista-scenografo per diletto. In seguito Aguzzi frequenta il liceo artistico, dove tornerà per insegnarvi e l'Accademia di Belle Arti di Brera dove studia Pittura con Vincenzo Ferrari e scultura con Alik Cavaliere. Diviene amico e sodale di artisti come Giuseppe Maraniello e Davide Benati. In seguito ognuno prenderà strade diverse, ma l'amicizia resterà viva nel corso del tempo. Fabio Aguzzi ha posto fine alla propria vita con un colpo di pistola sparato la sera del 31 dicembre del 2016, mentre era nella sua casa di Vidigulfo.

## Opera artistica
Col trascorrere degli anni i soggetti della sua pittura sono molteplici, dai paesaggi: la campagna, le marine, Venezia, alle nature morte, ai ritratti, agli autoritratti. Un grande interesse dimostra anche nei confronti della pittura di Alberto Martini, del Realismo Magico, di Felice Casorati, di  Domenico Gnoli.
Negli anni a partire dal 1991 inizia a dipingere oggetti particolari: sigarette, cestini, scope, cappelli. ma il tema portante della sua ricerca, in cui l'oggetto diviene un pretesto, è senz'altro la luce; che sia quella veneziana o delle Isole Maldive, oppure quella sulle sue nature morte. "Il tema del mio lavoro è la luce; il soggetto mi interessa, lo sviscero fino in fondo, ma è anche un pretesto per usare la luce, per fare la pittura."

## Mostre collettive
- 1982 Arte Expo, Bari, Galleria Gianferrari[12]
- 1992 Arte Fiera, Bologna, Galleria Contini
- 1993 Arte Fiera, Bologna, Galleria Contini
- 1994 Salone Internazionale Mercanti d’Arte, Venezia
- 1994 Fiac, Parigi, Galleria Contini
- 1994 Arte Fiera, Bologna, Galleria Contini
- 1994 Arte Fiera, Milano, Galleria Contini
- 1994 Padova Fiere, Padova, Galleria Contini
- 1995 Fiac, Parigi, Galleria Contini
- 1995 Artissima, Torino, Galleria Contini
- 1995 Arte Fiera, Bologna, Galleria Contini
- 1995 Miart, Milano, Galleria Contini
- 1995 Art Miami, Miami, Galleria Contini
- 1995 Padova Fiere, Padova, Galleria Contini
- 1996 Fiac, Parigi, Galleria Contini
- 1996 Arte Fiera, Bologna, Galleria Contini
- 1996 Reggio in Arte, Reggio Emilia, Galleria Contini
- 1996 Vicenza Arte, Vicenza, Galleria Contini
- 1996 Miart, Milano, Galleria Contini
- 1996 Padova Fiere, Padova, Galleria Contini
- 1997/2004 Arte Fiera, Bologna, Galleria Contini
- 1997/2004 Miart, Milano, Galleria Contini
- 1997/2004 Fiac, Parigi, Galleria Contini
- 1997/2004 Padova Fiere, Padova, Galleria Contini

## Mostre personali
- 1965 Palazzo Botticella, Pavia
- 1966 Galleria d'arte Merlo, Vigevano
- 1967 Galleria d’arte Mini, Pavia
- 1970 Galleria d’arte Cavalli, Piacenza
- 1971 Galleria d’arte Merlo, Vigevano
- 1972 Galleria d’arte Il Vettore, Milano
- 1973 Galleria d’arte Il Centro, Pavia
- 1973 Galleria d’arte Michelangelo, Bergamo
- 1974 Biblioteca Comunale, Vidigulfo
- 1975 Galleria d’arte Ferro, Pavia
- 1976 Centro Culturale S.Agostino, Crema
- 1977 Sala Citibank, Roma
- 1978 Sala Banca Popolare di Milano, Milano
- 1979 Galleria d’arte D’Ars, Milano
- 1980 Galleria d’arte 9 Colonne, Trento
- 1981 Gallera d’arte Eros, Milano
- 1982 Sala Citifin, Roma
- 1983 Galleria d’arte Il Salotto, Como
- 1984 Castello di Binasco, Milano
- 1985 Galleria d’arte Albanese, Vicenza
- 1986 Libreria Cardano (xilografie), Pavia
- 1988 Galleria d’arte Mares, Pavia
- 1989 Galleria d’arte 9 Colonne, Bologna
- 1992 Galleria d’arte Contini, Asiago( VI )
- 1992 Galleria d’arte Di Via Rosa, Mestre (Venezia)
- 1993 Galleria d’arte Contini, Asiago( VI )
- 1993 Galleria Palazzo di Ferro, Taormina
- 1994 Galleria d’arte Ciman, Arzignano ( VI )
- 1994 Galleria d’arte Colussa, Udine
- 1994 Galleria civica, Sarnano ( AP )
- 1995 Ciasa de Ra Regoles, Cortina d’Ampezzo ( BL )
- 1996 Federazione Italiana Tabaccai, Roma
- 1997 Palazzetto dell’Arte, Foggia
- 1997 La Piccola Galleria di Savona, Savona
- 1998 Fabio Aguzzi “altri luoghi” Alitalia per l’Arte, Aeroporto Milano Malpensa
- 1999 Fabio Aguzzi “personale” Villa Flamina per l’Arte, Villa Flaminia, Roma
- 1999 Galleria d’arte Sansoni, Pavia
- 1999 “nature morte” Galleria d’arte Contini, Cortina d’Ampezzo ( BL )
- 2000 Fabio Aguzzi, Alitalia per l’Arte Aeroporto Leonardo da Vinci, Roma
- 2000 “Foemina Ludens” Galleria Mares, Pavia
- 2000 “Nature morte a Venezia” Galleria Verni, Riccione
- 2000 “Nature morte”, ABN.AMRO Bank N.V.,Monaco
- 2000 Galleria Il Novecento, Salerno
- 2001 Fabio Aguzzi Alitalia per l’Arte, Aeroporto Leonardo da Vinci, Roma
- 2001 Galleria Verni, Riccione
- 2001 Galleria Bongiovanni, Bologna
- 2001 Galleria Zanarini, Bologna
- 2002 “l’arte non è una sola” Galleria d’arte Contini Cortina d’Ampezzo ( BL )
- 2002 Galleria Il Novecento, Portoferraio, Isola d’Elba
- 2002 “Isole” Galleria d’arte Contini,Cortina d’Ampezzo ( BL )
- 2003 Galleria To B. Art, GustaviaSaint Barthelemy F.W.I.
- 2004 “Il mistero della luce” Museo di Santa Apollonia, Venezia
- 2007 Mondadori Multicenter, Bologna